# Коцюбинский, Флориан Абрамович
Флориа́н Абра́мович Коцюби́нский (24 февраля 1921 года, Казань — 25 марта 1991 года, Киев) — украинский советский скульптор, заслуженный деятель искусств УССР (1964).

## Биография
Флориан Коцюбинский родился 24 февраля 1921 года в Казани, в семье Ирины Коцюбинской, младшей дочери писателя Михаила Коцюбинского, и Абрама Метрика-Данишевского. В 1922 году семья Флориана Коцюбинского вернулась на Украину, жила в городах Волочиске, Городке, Проскурове. В 1930 году семья переехала в Полтаву, где Абрам Данишевский работал в районной прокуратуре. Впоследствии семья переехала в Харьков, а затем и в Киев. В Киеве Флориан учился в художественной студии, в 1939 году, после окончания школы, был призван в армию.
Принимал участие в Зимней войне 1940 года (Финский фронт), в Великой Отечественной войне (Западная Беларусь, Брянский и 2-й Прибалтийский фронты). Воевал в составе ВВС, в батальоне аэродромного обслуживания, войну закончил в звании лейтенанта. Демобилизован в 1946 году. В том же году Флориан Коцюбинский поступает в Киевский художественный институт. Его учителем был Михаил Лысенко, соучениками — Анатолий Белостоцкий, Галина Кальченко, Семён Андрейченко и другие.
После окончания института в 1952 году некоторое время преподавал скульптуру в Киевской художественной школе, затем учился в аспирантуре на философском факультете (так называемая «марксистско-ленинская эстетика»), которую, впрочем, не закончил, направив усилия на практическую деятельность.
Флориан Коцюбинский скончался в Киеве 25 марта 1991 года, похоронен в Чернигове, на кладбище «Яцево».

## Творчество

### Скульптурные портреты
- «Думы молодые. Портрет Тараса Шевченко» (1964, Киев)
- Владимира Маяковского (1957)
- Леси Украинки
- Юрия Коцюбинского (1963—1965)
- В. Порика (1965—1968)

### Надгробия
- Павлу Алешину (1961, Лукьяновское кладбище, Киев)
- Ивану Неходе (1965, Байково кладбище, Киев)
- Сидору Ковпаку (1968, Байково кладбище, Киев)
- Михаилу Коцюбинскому (1955, Болдины горы, Чернигов)

### Памятники
- Виталию Примакову (1970, Наводницкий парк, Киев)
- Юрию Коцюбинскому (1970, Аллея Героев, Чернигов)
- Виталию Примакову (1972, Аллея Героев, Чернигов)
- Михаилу Коцюбинскому (Черниговский литературно-мемориальный музей-заповедник М. Коцюбинского, Чернигов)

### Скульптурные композиции
- Мемориальный комплекс «Саур-Могила» (1967, Донецкая область)
- «Мир» (фигура женщины с голубями), украшающий мост через Днепр вблизи станции метро «Днепр» в Киеве (1964).
- Монумент Славы (1970, г. Калуш)
- «Как закалялась сталь» (1978).

## Награды
Награждён Орденом Красной Звезды. Заслуженный деятель искусств (1964).

## Фотографии

Монументальная скульптура «Мир» на станции метро «Днепр»
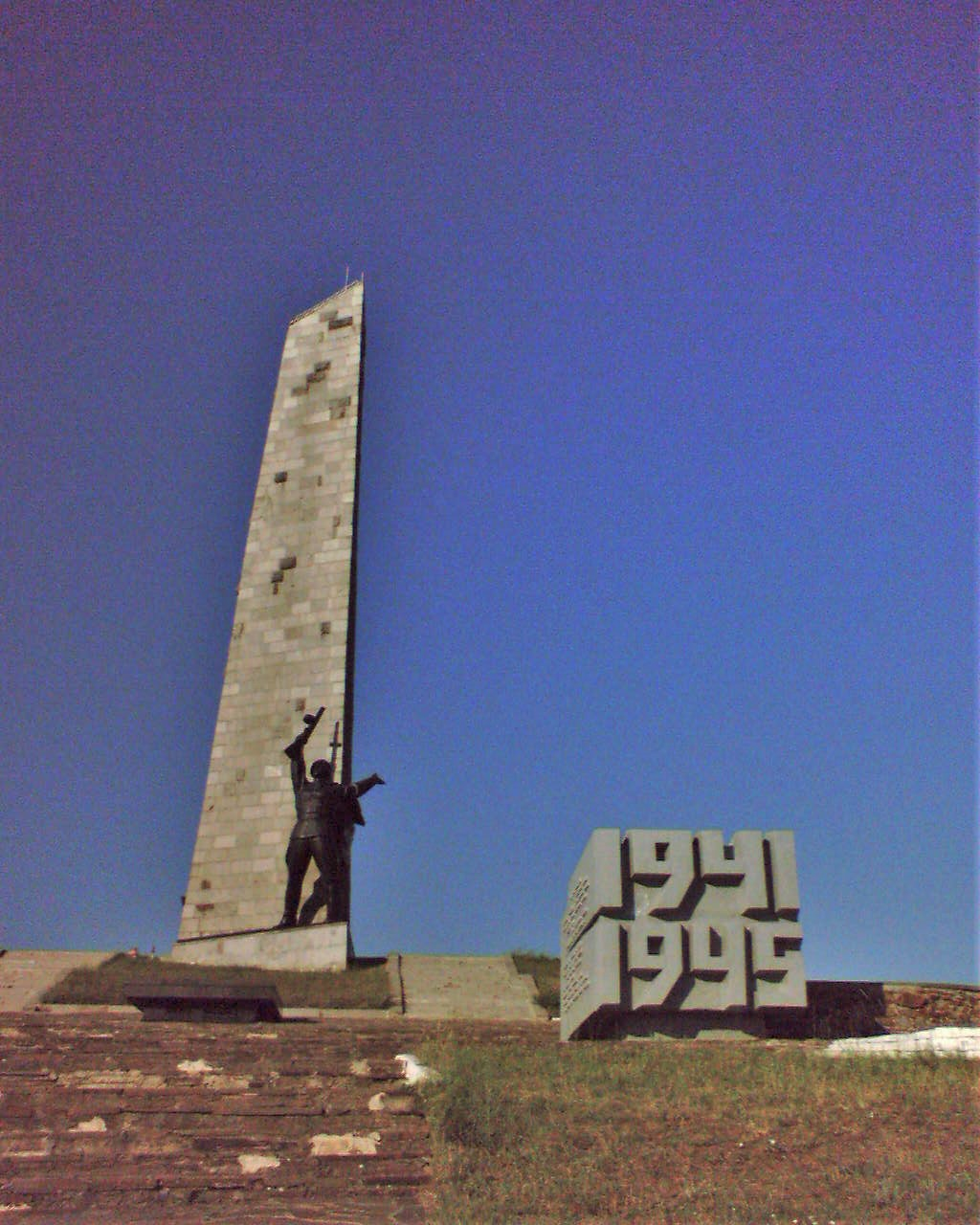
Обелиск на Саур-Могиле